# Seznam novozelandskih atletov
Seznam novozelandskih atletov.

## A
- Anne Audain

## C
- Hamish Carter

## H
- Murray Halberg

## K
- Hamish Kerr

## L
- Jack Lovelock

## M
- Lorraine Moller

## O
- Edward Osei-Nketia

## R
- Allison Roe

## S
- Peter Snell

## W
- John Walker